# Шелвин, Тайлер
Тайлер Шелвин (англ. Tyler Shelvin; 22 июля 1998, Лафейетт, Луизиана) — профессиональный американский футболист, дифенсив тэкл. Игрок клуба НФЛ «Цинциннати Бенгалс». На студенческом уровне играл за команду университета штата Луизиана, победитель плей-офф национального чемпионата в сезоне 2019 года. На драфте НФЛ 2021 года был выбран в четвёртом раунде.

## Биография
Тайлер Шелвин родился 22 июля 1998 года в Лафейетте в штате Луизиана. Учился в старшей школе Нотр-Дам в Кроули, играл за её футбольную и баскетбольную команды. На момент выпуска занимал первое место среди лучших молодых игроков Луизианы, в рейтинге ESPN 300 находился на 24 позиции.

### Любительская карьера
В 2017 году Шелвин поступил в университет штата Луизиана. Дебютный сезон в команде он провёл в статусе освобождённого игрока, не принимая участия в официальных матчах. В турнире NCAA 2018 года он сыграл в шести матчах. В 2019 году Шелвин занял позицию стартового ноуз-тэкла команды, сыграв во всех пятнадцати матчах и став самым результативным линейным защиты в её составе. «ЛСЮ Тайгерс» завершили сезон победой в финале плей-офф национального чемпионата.
От участия в играх сезона 2020 года Шелвин отказался, использовав право, предоставленное NCAA в связи с пандемией COVID-19. За три года своей карьеры он сыграл 21 матч, сделав 48 захватов.

#### Статистика выступлений в NCAA
| Сезон | Команда     | Игры | Захваты | Захваты | Захваты | Захваты | Захваты | Перехваты | Перехваты | Перехваты | Перехваты | Перехваты | Фамблы | Фамблы | Фамблы | Фамблы |
| Сезон | Команда     | Игры | Solo    | Ast     | Tot     | Loss    | Sk      | Int       | Yds       | Y/R       | TD        | PD        | FR     | Yds    | TD     | FF     |
| ----- | ----------- | ---- | ------- | ------- | ------- | ------- | ------- | --------- | --------- | --------- | --------- | --------- | ------ | ------ | ------ | ------ |
| 2017  | ЛСЮ Тайгерс | —    | —       | —       | —       | —       | —       | —         | —         | —         | —         | —         | —      | —      | —      | —      |
| 2018  | ЛСЮ Тайгерс | 6    | 2       | 7       | 9       | 1,5     | 1,5     | 0         | 0         | 0,0       | 0         | 0         | 0      | 0      | 0      | 0      |
| 2019  | ЛСЮ Тайгерс | 15   | 13      | 26      | 39      | 3,0     | 0,0     | 0         | 0         | 0,0       | 0         | 2         | 0      | 0      | 0      | 0      |
| 2020  | ЛСЮ Тайгерс | —    | —       | —       | —       | —       | —       | —         | —         | —         | —         | —         | —      | —      | —      | —      |
| Всего | Всего       | 21   | 15      | 33      | 48      | 4,5     | 1,5     | 0         | 0         | 0,0       | 0         | 2         | 0      | 0      | 0      | 0      |

### Профессиональная карьера
Перед драфтом НФЛ 2021 года аналитик сайта Bleacher Report Джастис Москеда сильными сторонами игрока называл сильные руки, умение противостоять двойным блокам, способность атаковать проходы по обе стороны от центра, а также его быстрые ноги. Среди недостатков Шелвина назывались низкая эффективность в роли пас-рашера и ошибки при захватах. Среди прочих факторов, способных повлиять на позицию игрока на драфте, назывались бывшие у него в прошлом проблемы с учёбой и двухнедельное отстранение от работы с командой в 2018 году из-за лишнего веса.
На драфте Шелвин был выбран «Цинциннати Бенгалс» в четвёртом раунде под общим 122 номером. Координатор защиты клуба Лу Анарумо положительно оценил выбор, отметив уровень атлетизма и физической силы игрока. По его мнению, новичок должен был усилить защиту против выносного нападения. После драфта Шелвин подписал с «Бенгалс» четырёхлетний контракт. В своём первом сезоне в НФЛ он принял участие в трёх матчах, сделав четыре захвата.

#### Статистика выступлений в НФЛ

##### Регулярный чемпионат
| Сезон | Команда            | Игры | Захваты | Захваты | Захваты | Захваты | Захваты | Перехваты | Перехваты | Перехваты | Перехваты | Перехваты | Фамблы | Фамблы | Фамблы | Фамблы |
| Сезон | Команда            | Игры | Solo    | Ast     | Tot     | Loss    | Sk      | Int       | Yds       | Y/R       | TD        | PD        | FR     | Yds    | TD     | FF     |
| ----- | ------------------ | ---- | ------- | ------- | ------- | ------- | ------- | --------- | --------- | --------- | --------- | --------- | ------ | ------ | ------ | ------ |
| 2021  | Цинциннати Бенгалс | 3    | 1       | 3       | 4       | 0       | 0,0     | 0         | 0         | 0,0       | 0         | 0         | 0      | 0      | 0      | 0      |
| Всего | Всего              | 3    | 1       | 3       | 4       | 0       | 0,0     | 0         | 0         | 0,0       | 0         | 0         | 0      | 0      | 0      | 0      |

##### Плей-офф
| Сезон | Команда            | Игры | Захваты | Захваты | Захваты | Захваты | Захваты | Перехваты | Перехваты | Перехваты | Перехваты | Перехваты | Фамблы | Фамблы | Фамблы | Фамблы |
| Сезон | Команда            | Игры | Solo    | Ast     | Tot     | Loss    | Sk      | Int       | Yds       | Y/R       | TD        | PD        | FR     | Yds    | TD     | FF     |
| ----- | ------------------ | ---- | ------- | ------- | ------- | ------- | ------- | --------- | --------- | --------- | --------- | --------- | ------ | ------ | ------ | ------ |
| 2021  | Цинциннати Бенгалс | 2    | 0       | 0       | 0       | 0       | 0,0     | 0         | 0         | 0,0       | 0         | 0         | 0      | 0      | 0      | 0      |
| Всего | Всего              | 2    | 0       | 0       | 0       | 0       | 0,0     | 0         | 0         | 0,0       | 0         | 0         | 0      | 0      | 0      | 0      |